# Werner Rieder
Werner F. Rieder (* 21. Mai 1919 in Wien; † 12. Februar 2006) war ein österreichischer Elektrophysiker.

## Leben und Wirken
Werner Rieder studierte von 1941 bis 1949 Physik an der Universität Wien. Von 1951 bis 1956 war er in der ELIN Aktiengesellschaft für elektrische Industrie Mitarbeiter in der Forschung. Er habilitierte sich 1956 an der Technischen Hochschule Wien im Fach Elektrophysik und elektrische Schaltgeräte und 1958 an der ETH Zürich im Fach Lichtbogenphysik. 1963 wurde er an die Technische Hochschule Wien zum Professor berufen. Von 1972 bis 1989 war er Ordinarius für Schalterbau.
1980 gründete er den Verein zur Förderung der Schalterforschung.

## Prof. Werner Rieder-Preis
Seit 1980 wird vom Österreichischen Verband für Elektrotechnik und dem Verein zur Förderung der Schalterforschung der Prof. Werner Rieder-Preis für Leistungen in der anwendungsbezogenen Forschung auf dem Gebiet der elektrischen Energietechnik vergeben. Der Preis ist mit bis zu 2.500 Euro dotiert. Prämiert werden technisch-wissenschaftliche Arbeiten (Dissertationen und Diplomarbeiten an technischen Universitäten im deutschsprachigen Raum), die dem Fachgebiet der elektrischen Schaltgeräte und Schalterforschung zugeordnet werden, im Speziellen den Forschungsgebieten mechanisches Schalten, Leistungselektronik, Netzschutztechnik und Steuerung in Verbindung mit mechanischen oder elektronischen Schaltern.
Die Preisverleihung findet im Rahmen der jährlichen Energietechniktagung statt, die als Fachtagung des Österreichischen Verbands für Elektrotechnik sowie Branchenvertretern und technischen Universitäten abgehalten wird. Bisherige Preisträger waren:
- 2010: Andreas Kröpfl, Fachhochschule Burgenland[4]
- 2012: Peter Jonke, Austrian Institute of Technology[5]
- 2015: Alexander Andreas Dabsch, Technische Universität Wien[6]
- 2019: Patrick Hölzl, Johannes Kepler Universität Linz[7]
- 2020: Nikola Marinković, Technische Universität Wien[8]
- 2021: Philipp Hackl und Manuel Promverder, Technische Universität Graz[9]
- 2022: Sebastián Gómez Treviño, FH Oberösterreich[10]
- 2024: Julia Vierl, Ostbayerische Technische Hochschule Regensburg[11]

## Schriften
- Der Szilard-Chalmers-Effekt mit langsamen und schnellen Neutronen. In: Sitzungsberichte der Österreichischen Akademie der Wissenschaften. Mathematisch-naturwissenschaftliche Klasse, Abteilung 2a. Band 159, Heft 3–6, 1950, S. 173–187.
- (Mitarbeit) Otto Plechl: Elektromechanische Schaltungen und Schaltgeräte. Eine Einführung in Theorie und Berechnung. Ergänzt und bearbeitet von Werner Rieder. Springer, Wien 1956, DNB 453799418.
- Plasma und Lichtbogen (= Kleines Lehrbuch der Elektrotechnik. Band 10). Vieweg, Braunschweig 1967, DNB 457224533.
- Plasma als Schaltmedium. Westdeutscher Verlag, Opladen 1972, ISBN 3-531-08221-3 (zusammen mit Günter Ecker: Klassische Probleme der Gaselektronik in moderner Sicht.).
- Spezialisierung und Hochschule am Beispiel des Schalterbaus. Technische Hochschule Wien 1975. Veröffentlicht in: Elektrotechnik und Maschinenbau. 92. Jahrgang, Heft 8, S. 318–323.
- (Hrsg.): Elektrische Kontakte. Vorträge auf der 11. Internationalen Tagung über Elektrische Kontakte, Berlin (West), 7.–11. Juni 1982. VDE, Berlin/Offenbach 1982, ISBN 3-8007-1263-6.
- Elektrische Kontakte. Eine Einführung in ihre Physik und Technik. VDE, Berlin/Offenbach 2000, ISBN 3-8007-2542-8.